# جشنواره میهم ۲۰۱۲
جشنواره میهم ۲۰۱۲ (انگلیسی: Mayhem Festival 2012) پنجمین جشنواره سالانه میهم بود. تاریخ‌های اجرا در ۲۶ اکتبر ۲۰۱۱ (۴ آبان ۱۳۹۰) اعلام شد.

## جشنواره میهم ۲۰۱۲

### اجرا کنندگان صحنه اصلی
- اسلپ‌نات
- اسلیر
- موتورهد
- (به صورت چرخشی بین گروه‌های موسیقی انتخاب شده)

#### گروه‌های موسیقی چرخشی
این گروه‌ها بین افتتاحیه صحنه اصلی و حضور افتخاری انترکس در صحنه یایگرمایستر چرخیدند:
- د دویل ورز پرادا (۳۰ ژوئن - ۱۱ ژوئیه)
- از آی لی دایینگ (۱۳ ژوئیه - ۲۴ ژوئیه)
- اسکینگ الکزندریا (۲۵ ژوئیه - ۵ اوت)

### اجرا کنندگان صحنه یایگرمایستر
- انترکس
- (گروه‌های موسیقی چرخشی)
- (گروه‌های موسیقی چرخشی)
- وایت‌چپل
- اپون ا برنینگ بادی (۳۰ ژوئن - ۱۱ ژوئیه)
- بیترینگ د مارتیرز (۱۳ ژوئیه - ۲۴ ژوئیه)
- آی د بریثر (۲۵ ژوئیه - ۵ اوت)
- ونتانا (۲۸ ژوئیه)[۲][۳]
- سیلورتانگ (۵ اوت)
- برنده نبرد گروه اجرا کنندگان صحنه یایگرمایستر

### اجرا کنندگان صحنهسومرین رکوردز
- اپون ا برنینگ بادی (۱۳ ژوئیه - ۵ اوت)
- آی د بریثر (۳۰ ژوئن - ۲۴ ژوئیه)
- بیترینگ د مارتیرز (۳۰ ژوئن - ۱۱ ژوئیه) (۲۵ ژوئیه - ۵ اوت)
- درت‌فد